# Télégraphe (metrostation)
Télégraphe is een station van de metro in Parijs langs metrolijn 11 in het 19e en 20e arrondissement.
Het station is genoemd naar de erboven gelegen rue de Télégraphe. Die straat is genoemd naar de optische telegraaf, die daar was opgesteld omdat het het hoogste punt van Parijs is. Dientengevolge is dit ook van de diepstgelegen metrostations: 20 meter diep. Er is geen lift, maar wel een mechanische roltrap. Het station geeft toegang tot de begraafplaats Cimetière de Belleville.
Châtelet · 
Hôtel de Ville · 
Rambuteau · 
Arts et Métiers · 
République · 
Goncourt · 
Belleville · 
Pyrénées · 
Jourdain · 
Place des Fêtes · 
Télégraphe · 
Porte des Lilas · 
Mairie des Lilas
Serge Gainsbourg · 
Romainville - Carnot · 
Montreuil - Hôpital · 
La Dhuys · 
Coteaux Beauclair · 
Rosny-Bois-Perrier